# Bruno Cadoré
Fray Bruno Cadoré, OP. (Le Creusot, 1954), fraile dominico francés, médico pediatra con especialidad en bioética y doctor en Teología Moral. Es el 86 sucesor de Santo Domingo de Guzmán como Maestro de la Orden de Predicadores.

## Biografía
Nació el 14 de abril de 1954 en la ciudad de Le Creusot, Francia. Estudió medicina y se graduó en 1977. Siendo un médico investigador en Estrasburgo, entró en la Orden de Predicadores en 1979 y al concluir su año de noviciado hizo su primera profesión religiosa el 28 de septiembre de 1980, y fue enviado a Haití para hacer dos años de experiencia pastoral. Al terminar su formación filosófica y teológica en Francia, fue ordenado sacerdote el 28 de septiembre de 1986.
Posteriormente, fue nombrado Maestro de Estudiantes, cargo en el que estuvo por siete años. Como especialista en bioética, en principio trabajó como miembro y luego como director del Centro de Bioética en la Universidad Católica de Lille, Francia, durante 17 años, tiempo en el que produjo cuarenta publicaciones médicas. En el 2008 fue nombrado por el presidente de la República Francesa, miembro del Consejo Nacional del Sida. Y en 2001 fue elegido prior provincial de la Provincia dominicana de Francia, reelegido para un segundo periodo el 4 de julio de 2006, cargo que ocupó hasta el 2010.
Ha sido presidente de la IEOP (Conferencia de Provinciales de Europa), lo que le ha permitido tener un conocimiento directo no sólo de la Provincia de Francia y de la Orden en Europa, sino también de los cinco vicariatos de su provincia, desde el norte de Europa al África ecuatorial y el mundo árabe (Irak, Egipto y Argelia).
El Capítulo General de los dominicos celebrado en Roma le eligió como Maestro de la Orden de Predicadores el 5 de septiembre de 2010. Fray Bruno Cadoré, que sustituye al dominico argentino fray Carlos Alfonso Azpiroz Costa, elegido el 14 de julio de 2001, es superior de más de 6.000 dominicos.

## Obras
Durante su actividad en la Universidad Católica de Lille, fray Bruno Cadoré realizó más de cuarenta publicaciones médicas en seis años. 
Otras obras:
- Pour une bioéthique clinique. Médicalisation de la société, questionnement éthique et pratiques de soins (en colaboración), Presses Universitaires Du Septentrion, 2003
- L'Éthique clinique comme philosophie contextuelle, Fides, 1997
- La santé est-elle malade?: Une perspective d'éthique collective, 1996
- L'expérience bioéthique de la responsabilité, Fides, 1994